# Doubs (département)
Pour les articles homonymes, voir Doubs.
Le Doubs (/du/,) est un département français de la région Bourgogne-Franche-Comté qui tient son nom de la rivière Doubs. Il fait partie de la région historique et culturelle de Franche-Comté. Son chef-lieu (préfecture) est la ville de Besançon et il compte deux sous-préfectures situées dans les villes de Montbéliard et de Pontarlier. L'Insee et La Poste lui attribuent le code 25.
Sa population était de 548 662 habitants, appelés Doubiens et Doubiennes, en 2022. Deuxième département le plus peuplé de la région Bourgogne-Franche-Comté après la Saône-et-Loire, il est également le deuxième le plus densément peuplé après le Territoire de Belfort.
Situé à l'est de la France et de la région Bourgogne-Franche-Comté, il partage près de 170 km de frontière avec la Suisse et la majeure partie de son territoire est incluse dans le massif du Jura. Son point culminant est le mont d'Or (1 463 m) et les trois principaux cours d'eau qui l'irriguent sont le Doubs, l'Ognon et la Loue.
Économiquement, le département du Doubs est un des plus industrialisés de France, spécialisé notamment dans la construction automobile avec l'implantation historique de l'usine Peugeot (groupe Stellantis) à Sochaux, dans la métallurgie et l'agroalimentaire. Berceau historique de l'horlogerie française, le Doubs accueille également de nombreuses entreprises dans le secteur des microtechniques. Son agriculture, principalement orientée vers l'élevage et la production de lait, est symbolisée par ses fromages (comté, mont d'or, morbier, cancoillotte) et charcuteries (saucisse de Morteau, saucisse de Montbéliard, jambon fumé).
Les principaux monuments touristiques du département sont la citadelle de Besançon et la saline royale d'Arc-et-Senans, toutes deux inscrites sur la liste du patrimoine mondial de l'UNESCO ainsi que le château de Joux. Le Doubs est renommé pour ses nombreux sites naturels remarquables, tels que le lac de Saint-Point, le saut du Doubs, les sources du Doubs, de la Loue et du Lison, le cirque de Consolation, la grotte d'Osselle et le gouffre de Poudrey.

## Géographie

### Situation
| Haute-Saône | Haute-Saône | Territoire de Belfort                                  |
| Jura        | Doubs       | Canton du Jura ( Suisse)                               |
| Jura        |             | Canton de Neuchâtel ( Suisse) Canton de Vaud ( Suisse) |

Le Doubs fait partie de la région Bourgogne-Franche-Comté, dont il occupe la partie Est : il est bordé au sud et à l'ouest par le département du Jura, au nord par les départements de la Haute-Saône et du Territoire de Belfort et à l'est par les cantons suisses de Vaud, de Neuchâtel et du Jura. Il a une superficie de 5 234 km2.

Paysages du Doubs
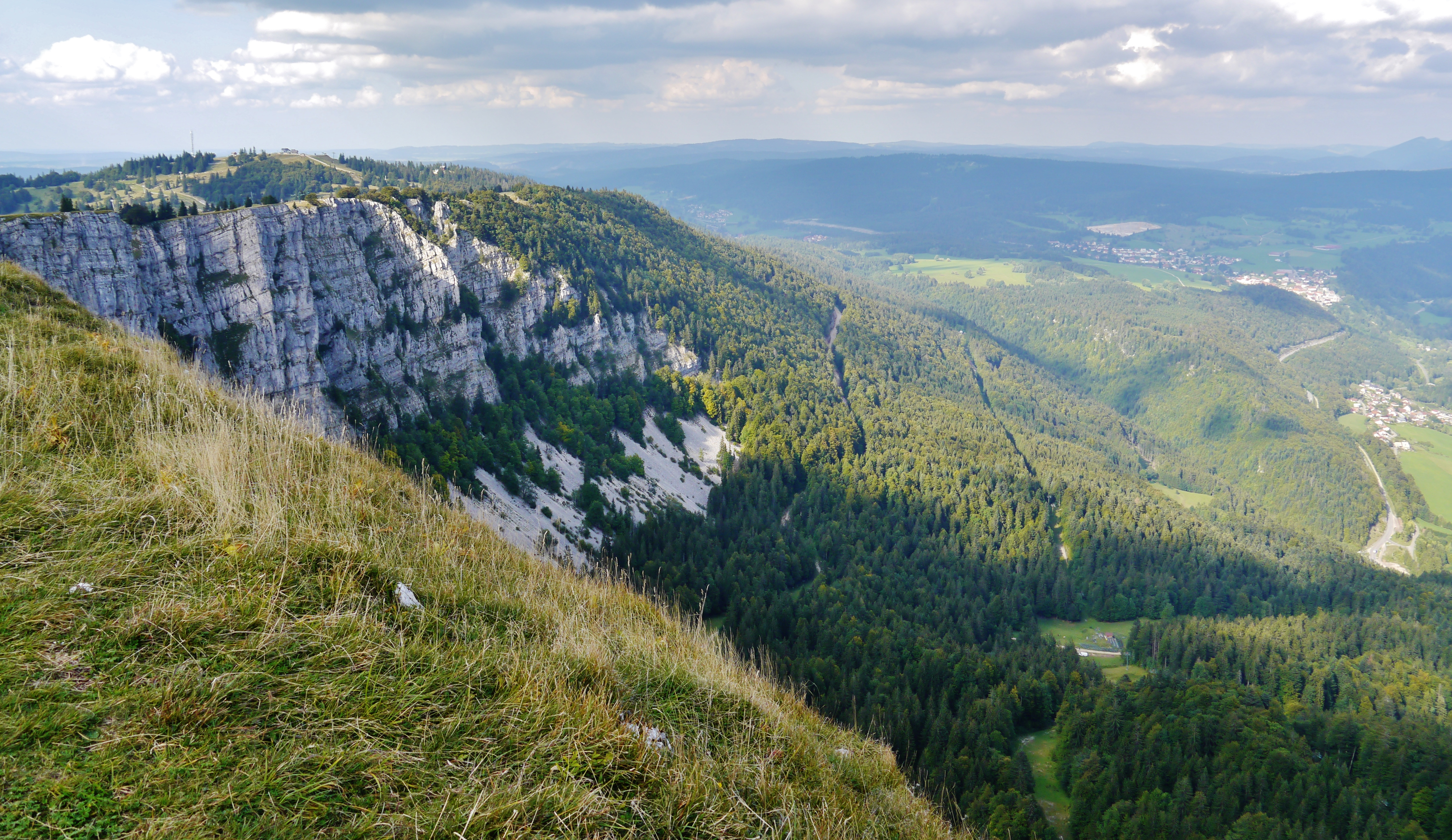
Le mont d'Or (massif du Jura), dans le sud.
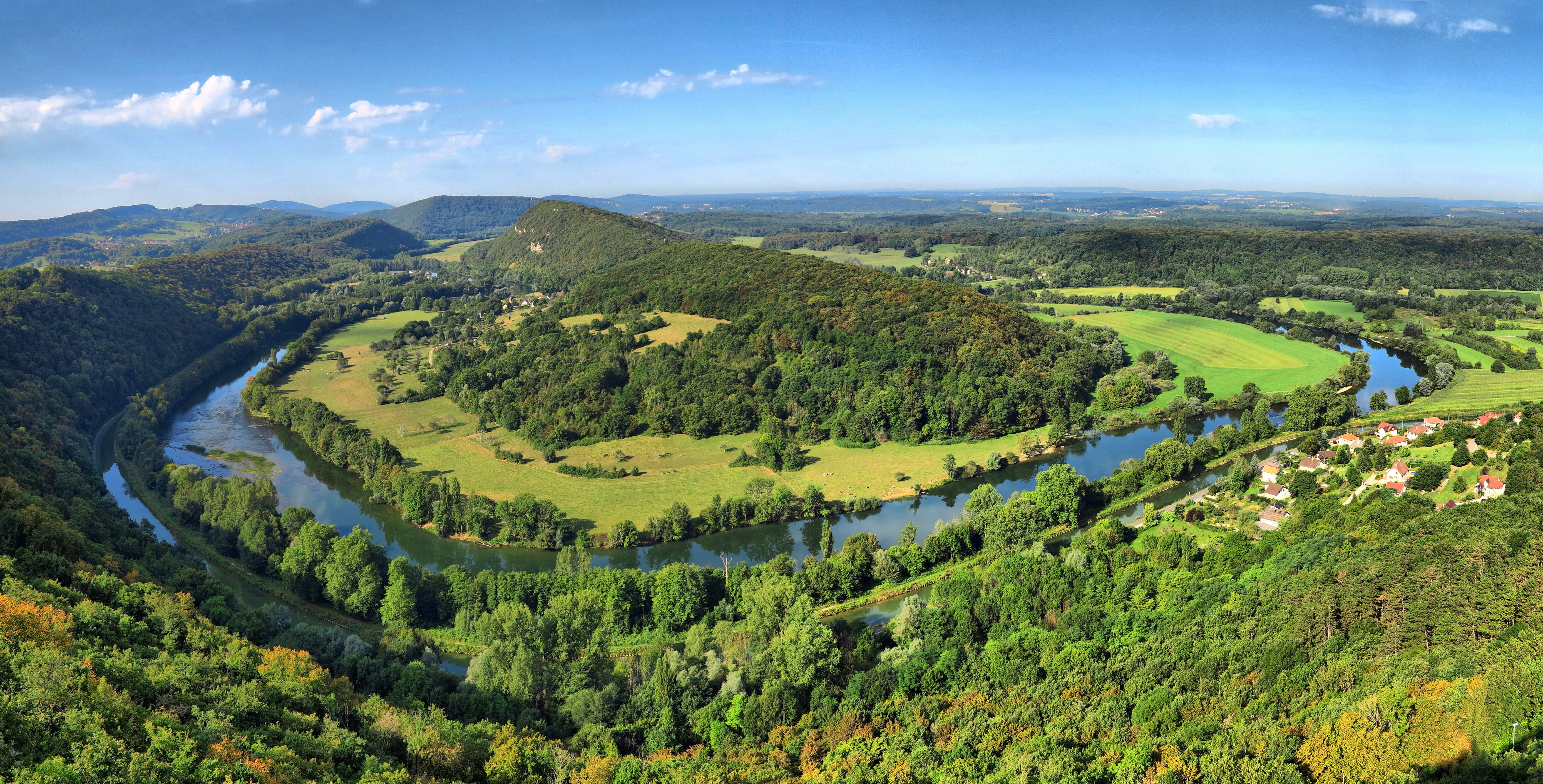
Le Doubs à Rancenay, dans l'ouest.
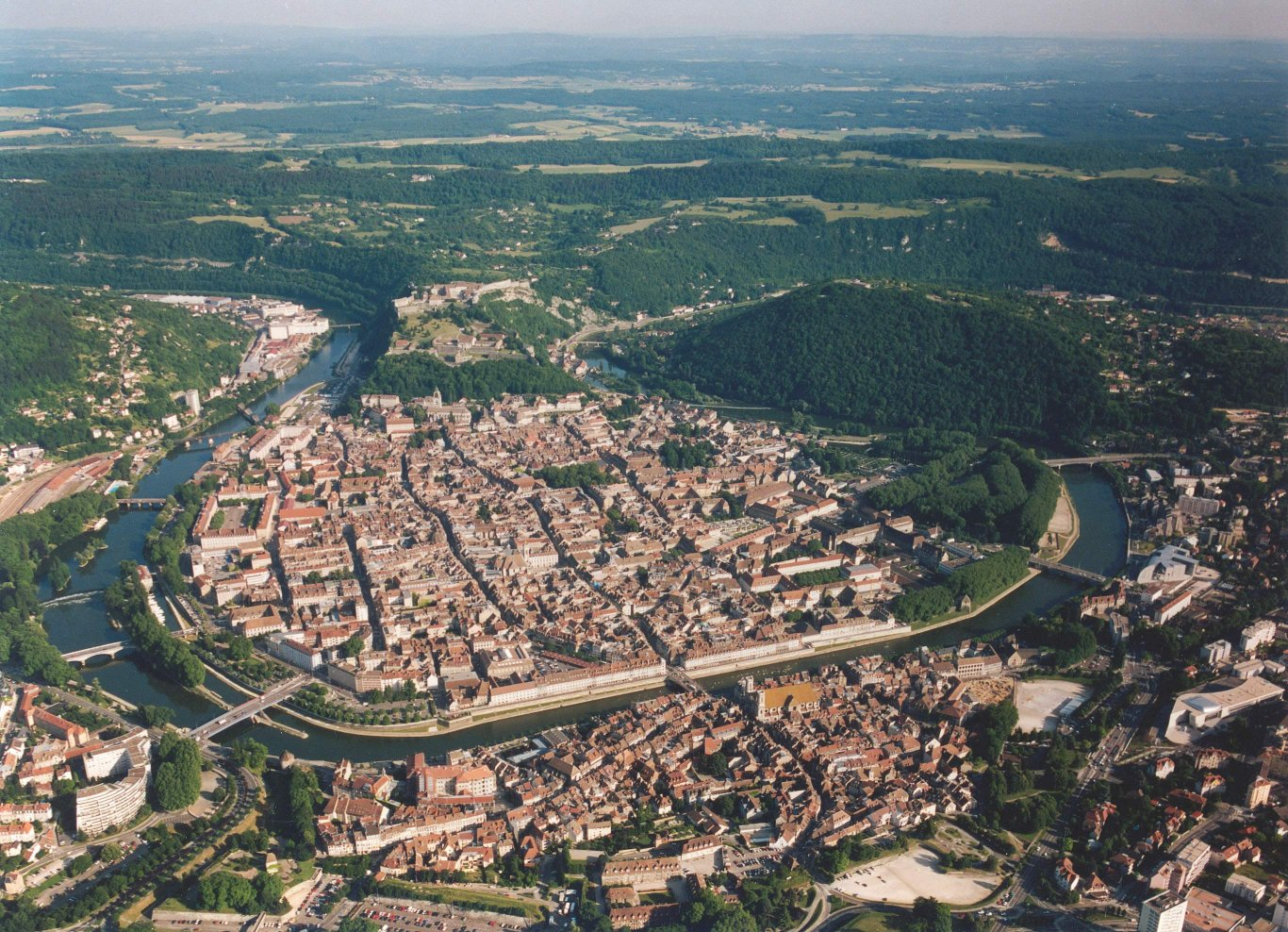
Le Doubs à Besançon, dans l'ouest.

### Géologie et relief
Le Doubs s'étend en grande partie sur le massif du Jura, massif calcaire d'altitude moyenne qui présente tous les éléments caractéristiques du relief jurassien : monts, vaux, cluses, combes, bordées de crêts. Son point culminant est le mont d'Or qui culmine à 1 463 m d'altitude ; l'autre point majeur est le Morond à 1 419 m. On peut distinguer trois régions : au nord-ouest, la plaine de la Haute-Saône et son relief accidenté façonné par les eaux ; le centre est principalement une région de hauts plateaux calcaires ; à l'est, la montagne domine le département. Elle est composée de hauts plateaux mais ses sommets restent assez modestes.

### Hydrographie
Du point de vue hydrographique, le Doubs cumule 1 645 kilomètres de cours d'eau dont les principaux sont le Doubs, l'Ognon, la Loue, l'Allan, le Dessoubre et le Lison, et 718 hectares de plans d'eau dont le lac de Saint-Point, le lac de Remoray, lac de Chaillexon et le lac de Biaufond.

### Climat
|                                               | Besançon | Pontarlier |
| --------------------------------------------- | -------- | ---------- |
| Hauteur moyenne de précipitations             | 1 187 mm | 1 503,3 mm |
| Nombre moyen de jours de précipitation > 1 mm | 141      | 154        |
| Température maximale moyenne                  | 15,3 °C  | 13,3 °C    |
| Température moyenne                           | 11 °C    | 8,2 °C     |
| Température minimale moyenne                  | 6,6 °C   | 3,1 °C     |

### Voies de communication et transport

#### Voies routières

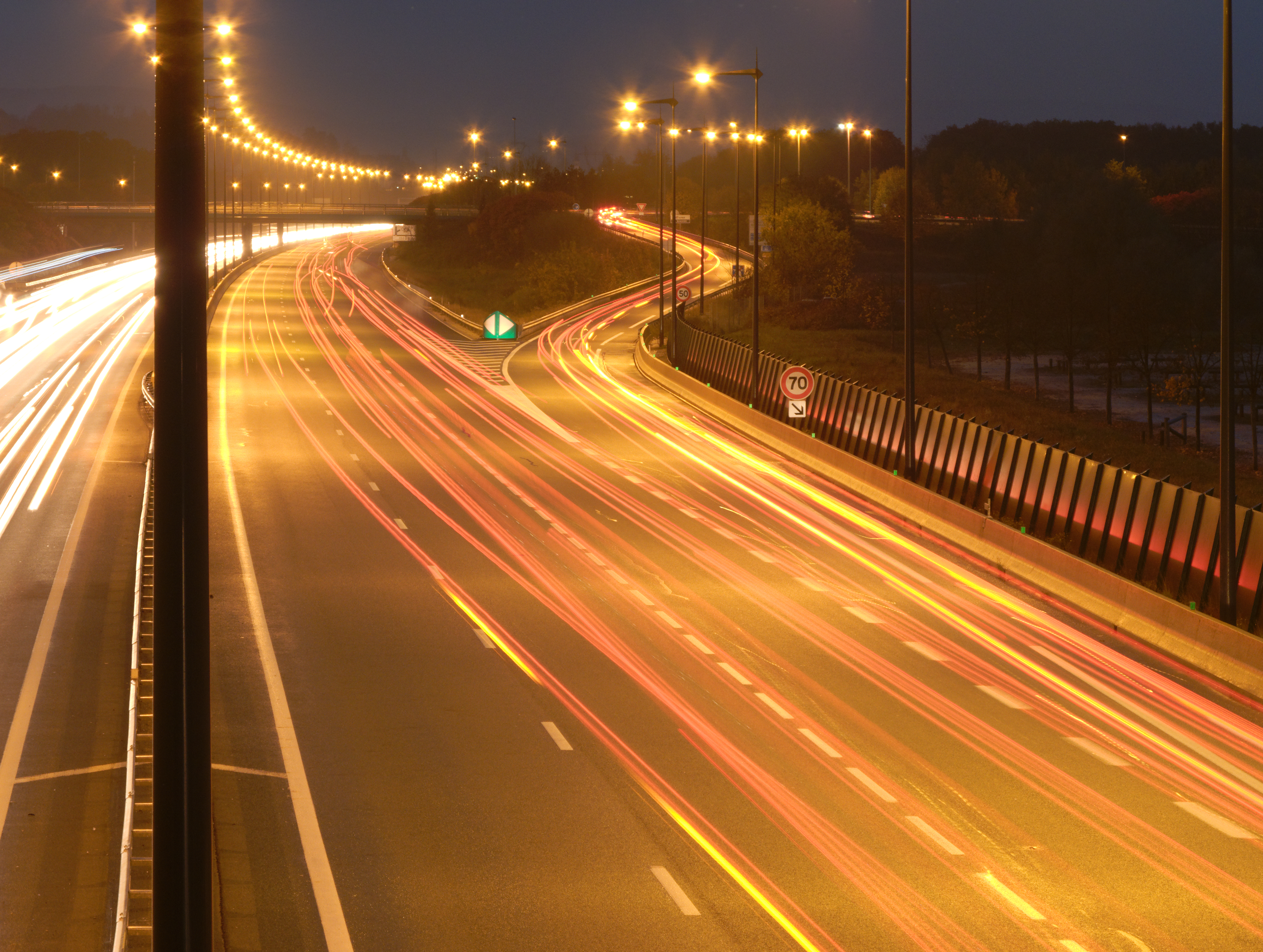
L'autoroute A36 à Montbéliard.

Au 31 décembre 2017, le Doubs totalise 10 058 km de voies routières dont 101 km d'autoroutes, 127 km de routes nationales, 3 692 km de routes départementales et de routes communales. Une seule autoroute, l'autoroute A36, traverse le département sur 101 km d'est en ouest : cet axe qui relie Beaune à Mulhouse dessert les deux principales agglomérations du département, Besançon et Montbéliard, ainsi que les petites villes de Saint-Vit et Baume-les-Dames. Le deuxième axe majeur est la route nationale 57 qui traverse le département du nord au sud sur 99 km en passant par Besançon et Pontarlier jusqu'au principal point de passage de la frontière entre le département du Doubs et la Suisse situé sur la commune de Jougne. Une autre route nationale, la RN83, relie l'agglomération de Besançon au département du Jura sur 28 km. La plus longue voie routière à traverser le territoire doubien est la route départementale 437 qui parcourt 148 km du nord au sud à travers le massif du Jura, desservant notamment Mouthe, Malbuisson, Pontarlier, Morteau, Le Russey, Maîche, Pont-de-Roide et l'agglomération de Montbéliard.

#### Transport ferroviaire

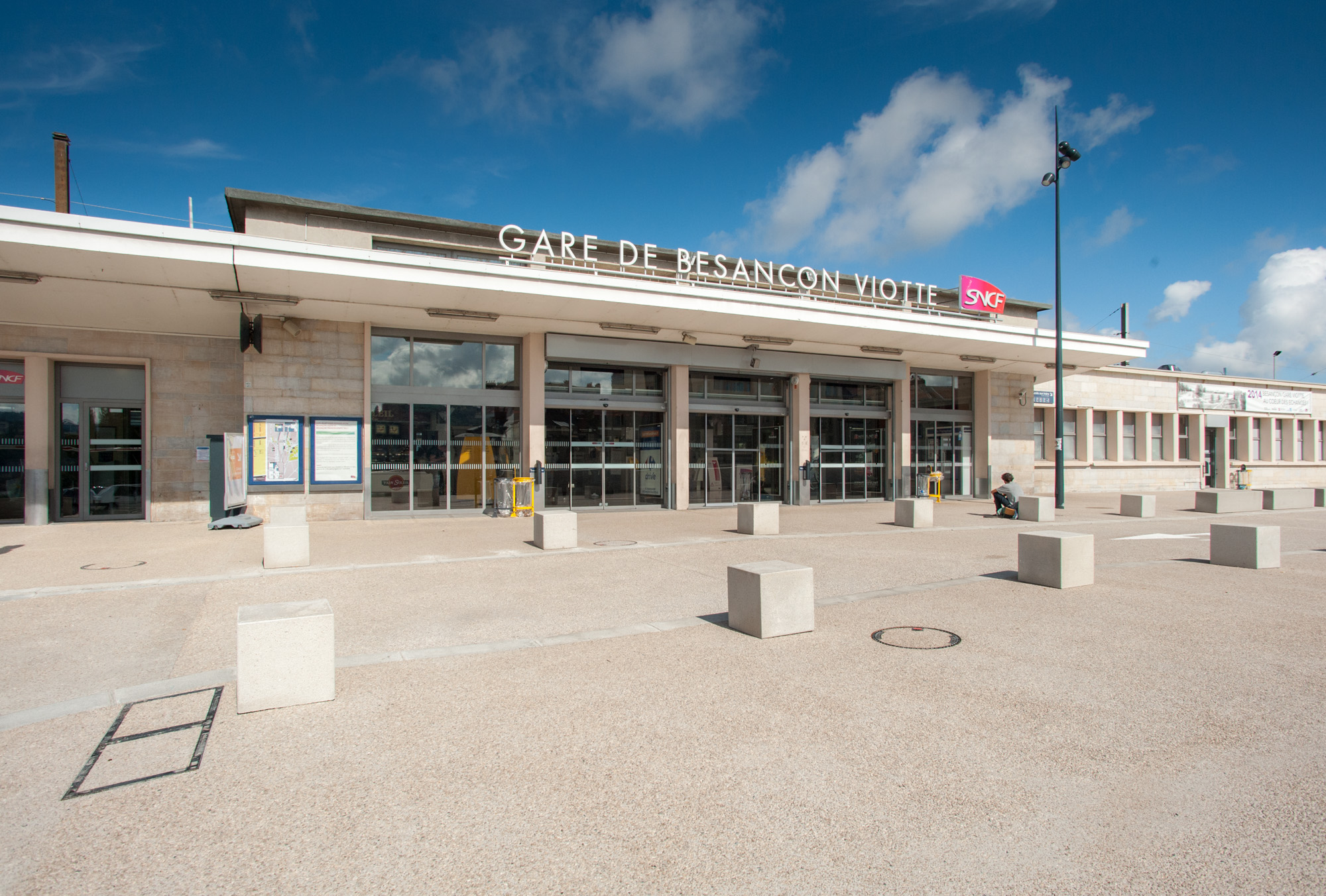
Avec 2,9 millions de voyageurs en 2024, la gare de Besançon-Viotte est la plus importante au niveau départemental et le principal nœud ferroviaire de Franche-Comté.

- la ligne à grande vitesse LGV Rhin-Rhône traverse le département du Doubs en desservant les gares de Besançon Franche-Comté TGV et Belfort - Montbéliard TGV
- la ligne de Besançon-Viotte à Dijon-Ville dessert l'ouest de Grand Besançon Métropole (Dannemarie-Velesmes, Saint-Vit)
- la ligne de Besançon-Viotte à Belfort serpente dans la moyenne vallée du Doubs et passe notamment par Baume-les-Dames et Montbéliard
- la ligne de Besançon-Viotte à Lyon part dieu
- la ligne de Dole à Pontarlier
- la ligne de Besançon-Viotte à La Chaux-de-Fonds, appelée « ligne des Horlogers »
- la ligne de Paris-Gare-de-Lyon à Lausanne, desservie par des TGV Lyria, s'arrête en gare de Frasne

## Toponymie
Le département tient son nom de la rivière Doubs, mentionnée anciennement sous la forme Dubis, qui vient du celtique (gaulois) dub qui signifie « noir ». La première mention écrite apparaît dans les Commentaires sur la Guerre des Gaules de Jules César : « […] propterea quod flumen [alduas] Dubis ut circino circumductum paene totum oppidum cingit […] ». C'est un nom féminin à l'origine *dubui > dubi(s), comme la plupart des noms de rivière antiques. On retrouve plusieurs noms de rivière analogues en Grande-Bretagne du type Dove, d'une forme en -ā (dubuā) et des noms dérivés en France (la Dhuine, la Dheune ou la Deûle).
La racine celtique ancienne dubu- est prolongée par le vieux gallois dub-, gallois, breton du et l'irlandais dub, signifiants « noir », de même dans des termes dialectaux régionaux, par exemple dans sapin double, compris comme « double », mais à l'origine doube, c'est-à-dire noir. De même, le Suisse alémanique a conservé le mot, figé dans les toponymes du type Tobwald, Toppwald, mais encore vivant au Moyen Âge comme le montre la mention latine de 1299 : « Silvas nigras que theotonice vulgo topwelde appellantur. »,.

## Histoire
Jadis peuplé par les Séquanes, peuple celtique de l'Est de la Gaule, le territoire du Doubs fut sous domination romaine jusqu'au Ve siècle avec pour métropole Vesontio. Le christianisme a très tôt été introduit dans la région par le premier évangélisateur de Franche-Comté : saint Ferréol et son frère le prêtre saint Ferjeux, fondateurs de l'Église de Besançon. Ils furent martyrisés en 212.

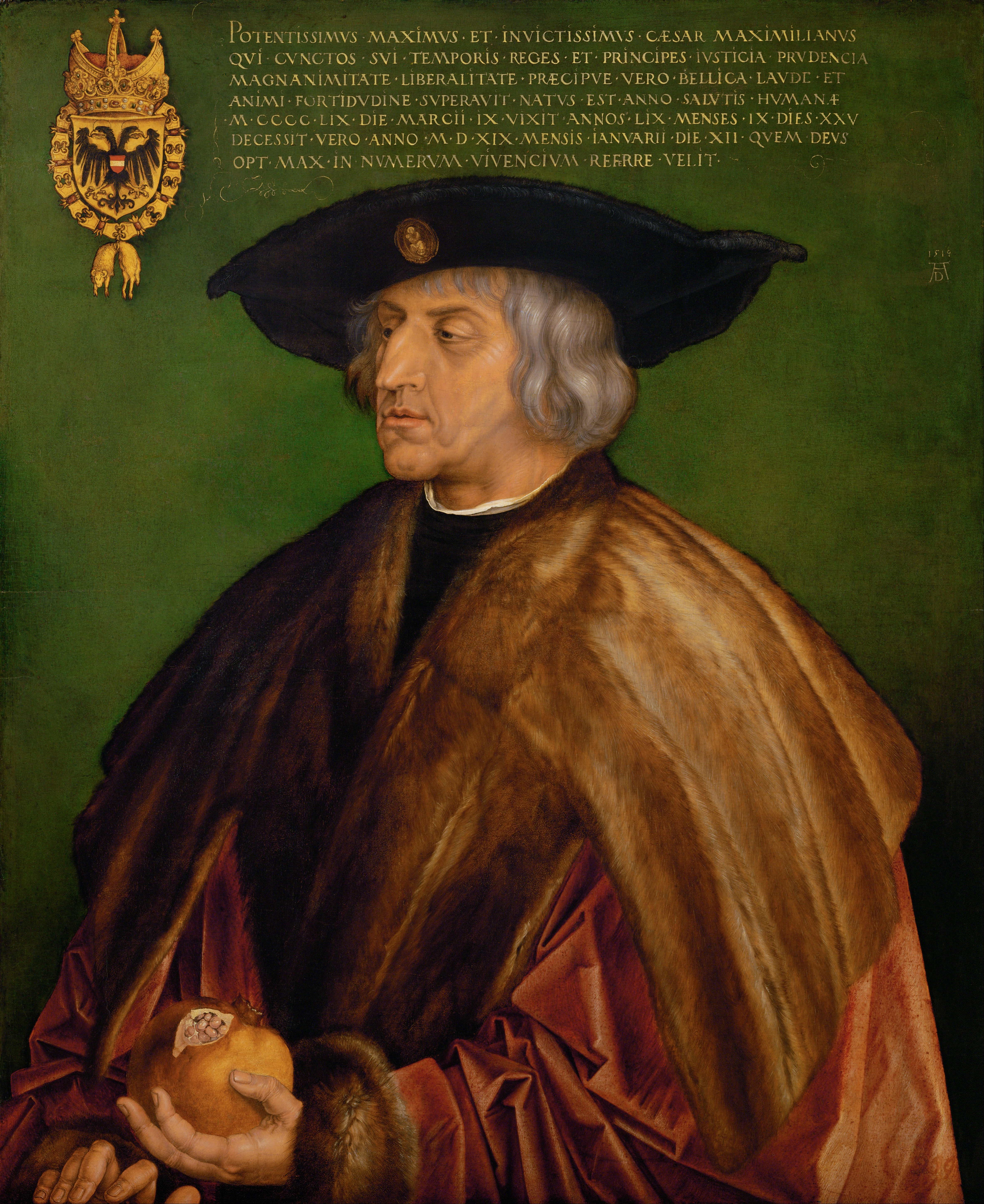
Maximilien Ier hérite du comté en 1477 à la suite de son mariage.

Envahie ensuite par les Burgondes, la région fut rattachée au royaume d'Arles lors de l'établissement de la féodalité. C'est au XIe siècle qu'est fondé le comté palatine de Bourgogne, à la fois convoité par le roi de France et l'Empereur. Puis le comté fut rattaché à la France au XIVe siècle lors du mariage de Philippe V avec la comtesse de Bourgogne Jeanne II. C'est ainsi qu'elle partagera alors son histoire avec le duché de Bourgogne, gardant néanmoins une autonomie certaine.
En 1477, le mariage de Marie de Bourgogne — héritière de Charles le Téméraire — avec Maximilien Ier du Saint-Empire fait basculer la région aux mains des rois d'Espagne de la maison de Habsbourg, et ce malgré l'intervention militaire du roi Louis XI. Le protestantisme s'y implante aux XVIe et XVIIe siècles malgré le très fort ancrage local du catholicisme. Les conflits qui s'ensuivent n'épargnent pas la région : les troupes suédoises du général Bernard de Saxe-Weimar y commettent des exactions au cours de la guerre de Dix Ans, épisode franc-comtois de la guerre de Trente Ans. Le comté est définitivement cédé à la France par le royaume d'Espagne en 1678 à la suite de la signature du traité de Nimègue. Il connaît alors une prospérité économique et une relative autonomie politique.

Carte du Doubs (1790).

Le département du Doubs a été créé à la Révolution française, le 4 mars 1790 en application de la loi du 22 décembre 1789, à partir d'une partie de la province de Franche-Comté. La république de Mandeure lui fut rattachée en 1793, ainsi que la principauté de Montbéliard en 1816 (après avoir été rattachée à la Haute-Saône en 1793, puis au Mont-Terrible et au Haut-Rhin).
Le Consulat installe le conseil général et le préfet en 1800 puis 48 ans plus tard, en instaurant le suffrage universel, la Seconde République permet à chaque canton d'élire son conseiller.
La commune du Cerneux-Péquignot est annexée par le canton de Neuchâtel en application du traité de Paris en 1814. Après la victoire des coalisés à la bataille de Waterloo (18 juin 1815), le département est occupé par les troupes autrichiennes et suisses de juin 1815 à novembre 1818 (voir occupation de la France à la fin du Premier Empire).
Durant la Seconde Guerre mondiale, les maquis du Lomont jouèrent un rôle important dans la Résistance.
Au 1er janvier 2016, la région Franche-Comté, à laquelle appartenait le département, fusionne avec la région Bourgogne pour devenir la nouvelle région administrative Bourgogne-Franche-Comté.

## Politique et administration

### Politique

#### Tendances politiques
Le département du Doubs, terre de tradition catholique, a longtemps été marqué à droite de l'échiquier politique français, avant que la gauche n'exerce une influence de plus en plus grande à partir de la deuxième moitié du XXe siècle dans les espaces urbanisés de Besançon et Montbéliard, tandis que les régions montagneuses du Haut-Doubs restent fortement ancrées à droite. Ainsi, le conseil général est dirigé par la droite sans discontinuer de 1913 à 2004. De cette année à 2015 la gauche est majoritaire. La droite reprend le Doubs lors des élections départementales du 29 mars 2015.
Lors des élections présidentielles, qui ont lieu en France au suffrage universel depuis 1965, le département du Doubs a toujours soutenu le vainqueur du scrutin lors du deuxième tour, sauf lors de l'élection présidentielle de 2012 lors de laquelle Nicolas Sarkozy a été battu par François Hollande.

##### Résultats du deuxième tour des élections présidentielles
| Année | Vainqueur (national)     | %      | Perdant (national)       | %      |
| ----- | ------------------------ | ------ | ------------------------ | ------ |
| 1965  | Charles de Gaulle        | 58,5 % | François Mitterrand      | 41,5 % |
| 1969  | Georges Pompidou         | 61,5 % | Alain Poher              | 38,5 % |
| 1974  | Valéry Giscard d'Estaing | 52,5 % | François Mitterrand      | 47,5 % |
| 1981  | François Mitterrand      | 52,4 % | Valéry Giscard d'Estaing | 47,6 % |
| 1988  | François Mitterrand      | 53,5 % | Jacques Chirac           | 46,5 % |
| 1995  | Jacques Chirac           | 52,4 % | Lionel Jospin            | 47,6 % |
| 2002  | Jacques Chirac           | 82,2 % | Jean-Marie Le Pen        | 17,8 % |
| 2007  | Nicolas Sarkozy          | 55,8 % | Ségolène Royal           | 44,2 % |
| 2012  | François Hollande        | 48,1 % | Nicolas Sarkozy          | 51,9 % |
| 2017  | Emmanuel Macron          | 63,8 % | Marine Le Pen            | 36,2 % |
| 2022  | Emmanuel Macron          | 57,1 % | Marine Le Pen            | 42,9 % |

#### Personnalités politiques

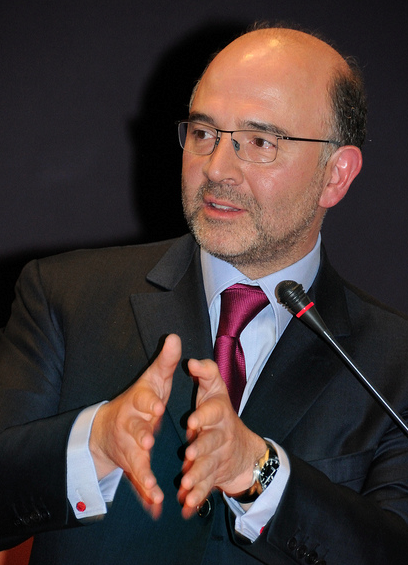
Pierre Moscovici, ancien député de la 4e circonscription du Doubs (2007-2012) et président de Pays de Montbéliard Agglomération (2008-2012), ancien ministre de l'Économie et des Finances (2012-2014).

Le Doubs a donné plusieurs personnalités politiques de premier rang à la France ; parmi celles qui sont nées dans le département, on peut citer Yves Jégo (1961- ), secrétaire d'État à l'Outre-Mer de 2008 à 2009, Dominique Voynet (1958-), ministre de l'Aménagement du territoire et de l'Environnement de 1997 à 2001, Paulette Guinchard-Kunstler (1949-2021), secrétaire d'État aux personnes âgées de 2001 à 2002, Jules Jeanneney (1864-1957), président du Sénat de 1932 à 1940, Jules Viette (1843-1894), ministre de l’Agriculture de 1887 à 1889 et des Travaux publics de 1892 à 1893.
Parmi les personnalités ayant été élues ou nommées dans le Doubs, on peut citer André Boulloche, Anne Vignot, Pierre Moscovici, Claude Guéant, Huguette Bouchardeau, Edgar Faure, Jean Minjoz ou Roland de Moustier.

### Le conseil départemental
La gestion du département du Doubs est assurée par le conseil départemental (ex-conseil général), placé sous l'autorité de son président élu par les trente-huit conseillers départementaux, eux-mêmes élus dans chaque canton.

### Administration

#### Administration territoriale
La préfecture est Besançon et les deux sous-préfectures sont Montbéliard et Pontarlier.
L'État est représenté dans le Doubs par le préfet du département, département divisé depuis 1800 en trois arrondissements, respectivement de Besançon, de Montbéliard et de Pontarlier, dans chacun desquels se trouve un sous-préfet, chargé d'assister le préfet de département.
Les arrondissements sont respectivement divisés en 15, 12 et 8 cantons. En zone urbaine, une commune recouvre parfois plusieurs cantons, alors qu'en zone rurale, un canton comprend plusieurs communes et au chef-lieu duquel se trouvent localisés un certain nombre de services administratifs (gendarmerie, trésorerie, etc.).
Le département comportait 563 communes au 1er janvier 2025.
Enfin, de nombreuses communes se réunissent dans 30 intercommunalités dont la communauté urbaine Grand Besançon Métropole et la communauté d'agglomération du Pays de Montbéliard, afin de coopérer dans un ou plusieurs domaines comme l'eau, les déchets, les infrastructures, les transports, le développement économique, l'aménagement du territoire ou l'urbanisme, sous l'autorité d'un conseil communautaire, élu par les conseils municipaux parmi les conseillers municipaux concernés, lequel élit ensuite son président.
Les trois sénateurs du Doubs sont élus par les représentants des conseils municipaux, par les conseillers départementaux, conseillers régionaux et députés, élus dans les cinq circonscriptions législatives du département.
Enfin, à l'échelon local, chaque maire et son conseil municipal gèrent la commune correspondante, et les intercommunalités sont gérées par les conseils communautaires et leur président.

## Population et société

### Démographie
Les habitants du Doubs sont les Doubiens.

#### Évolutions démographiques
En 2022, le département comptait 548 662 habitants, en évolution de +1,88 % par rapport à 2016 (France hors Mayotte : +2,11 %).
| 1791    | 1801    | 1806    | 1821    | 1826    | 1831    | 1836    | 1841    | 1846    |
| ------- | ------- | ------- | ------- | ------- | ------- | ------- | ------- | ------- |
| 219 642 | 216 226 | 226 040 | 242 663 | 254 314 | 265 535 | 276 274 | 286 236 | 292 347 |

| 1851    | 1856    | 1861    | 1866    | 1872    | 1876    | 1881    | 1886    | 1891    |
| ------- | ------- | ------- | ------- | ------- | ------- | ------- | ------- | ------- |
| 296 679 | 286 888 | 296 280 | 298 072 | 291 251 | 306 094 | 310 827 | 310 963 | 303 081 |

| 1896    | 1901    | 1906    | 1911    | 1921    | 1926    | 1931    | 1936    | 1946    |
| ------- | ------- | ------- | ------- | ------- | ------- | ------- | ------- | ------- |
| 302 046 | 298 864 | 298 438 | 299 935 | 285 022 | 296 591 | 305 500 | 304 812 | 298 255 |

| 1954    | 1962    | 1968    | 1975    | 1982    | 1990    | 1999    | 2006    | 2011    |
| ------- | ------- | ------- | ------- | ------- | ------- | ------- | ------- | ------- |
| 327 187 | 384 881 | 426 363 | 471 082 | 477 163 | 484 770 | 499 062 | 516 157 | 529 103 |

| 2016    | 2021    | 2022    | - | - | - | - | - | - |
| ------- | ------- | ------- | - | - | - | - | - | - |
| 538 549 | 547 096 | 548 662 | - | - | - | - | - | - |

- ≥ 60%
- de 45% à 60%
- de 30% à 45%
- de 15% à 30%
- de 0 à 15%
- de 0 à -15%
- de -15% à -30%
- ≤ -30%

De 1990 à 1999, la population du département a crû à un rythme annuel de 3,23 ‰ (3 % au total). Pendant la même période, le nombre de logements s’est accru au total de 12 % et la population active de 3,7 %. Ces évolutions ne sont pourtant pas uniformes ; le dynamisme touche notamment les bassins d'emploi et la zone frontalière à la Suisse. Au travers de quelques difficultés économiques entre 1990 et 1999, le Doubs a vu ses emplois offerts en zones urbaines et en Suisse-même devenir déterminants.
L'accroissement démographique du Doubs est l'un des plus forts de tous les départements français. On y trouve près de 3 % d’habitants supplémentaires et on a dépassé les 500 000 habitants. La longévité et l'affaiblissement de la natalité tendent cependant à changer la structure de la population puisque la proportion des moins de 20 ans a fortement chuté ces dix dernières années. À l'inverse, les personnes âgées ont fortement augmenté en nombre et représentent une personne sur cinq de la population doubienne alors qu'ils ne représentaient qu’une personne sur sept en 1975. La population la plus jeune se concentre autour des villes, en particulier Pontarlier et Besançon, qui accueille de nombreux étudiants. Le statut de ville universitaire de Besançon joue très fortement sur la migration intra comme extra-régionale et accueille des jeunes d'autres départements de la région. Cependant, les jeunes diplômés quittent souvent leur lieu d'études, ce qui explique le déficit des 18/24 ans.
Sur la période 1999-2006, la croissance est encore plus rapide, avec un taux d’accroissement annuel moyen de 4,8 ‰.
Selon l'Insee, le Doubs devrait compter 612 700 habitants en 2050, soit 75 700 de plus qu'en 2015, et devenir le département le plus peuplé de la région.

#### Communes les plus peuplées
| Nom             | Code Insee | Intercommunalité                     | Superficie (km2) | Population (dernière pop. légale) | Densité (hab./km2) | Modifier                                    |
| --------------- | ---------- | ------------------------------------ | ---------------- | --------------------------------- | ------------------ | ------------------------------------------- |
| Besançon        | 25056      | CU Grand Besançon Métropole          | 65,05            | 120 057 (2022)                    | 1 846              | modifier les données · modifier les données |
| Montbéliard     | 25388      | CA Pays de Montbéliard Agglomération | 15,01            | 25 516 (2022)                     | 1 700              | modifier les données · modifier les données |
| Pontarlier      | 25462      | CC du Grand Pontarlier               | 41,35            | 17 928 (2022)                     | 434                | modifier les données · modifier les données |
| Audincourt      | 25031      | CA Pays de Montbéliard Agglomération | 8,76             | 14 009 (2022)                     | 1 599              | modifier les données · modifier les données |
| Valentigney     | 25580      | CA Pays de Montbéliard Agglomération | 9,74             | 10 624 (2022)                     | 1 091              | modifier les données · modifier les données |
| Morteau         | 25411      | CC du Val de Morteau                 | 14,11            | 6 905 (2022)                      | 489                | modifier les données · modifier les données |
| Grand-Charmont  | 25284      | CA Pays de Montbéliard Agglomération | 4,56             | 5 865 (2022)                      | 1 286              | modifier les données · modifier les données |
| Seloncourt      | 25539      | CA Pays de Montbéliard Agglomération | 7,92             | 5 812 (2022)                      | 734                | modifier les données · modifier les données |
| Valdahon        | 25578      | CC des Portes du Haut-Doubs          | 25,51            | 5 715 (2022)                      | 224                | modifier les données · modifier les données |
| Bethoncourt     | 25057      | CA Pays de Montbéliard Agglomération | 6,54             | 5 288 (2022)                      | 809                | modifier les données · modifier les données |
| Villers-le-Lac  | 25321      | CC du Val de Morteau                 | 30,17            | 5 248 (2022)                      | 174                | modifier les données · modifier les données |
| Baume-les-Dames | 25047      | CC du Doubs Baumois                  | 24,79            | 5 064 (2022)                      | 204                | modifier les données · modifier les données |
| Saint-Vit       | 25527      | CU Grand Besançon Métropole          | 16,44            | 5 059 (2022)                      | 308                | modifier les données · modifier les données |
| Mandeure        | 25367      | CA Pays de Montbéliard Agglomération | 15,13            | 4 672 (2022)                      | 309                | modifier les données · modifier les données |
| Ornans          | 25434      | CC Loue-Lison                        | 35,72            | 4 421 (2022)                      | 124                | modifier les données · modifier les données |

### Éducation et société

#### Enseignement supérieur
Le principal pôle d'enseignement supérieur du Doubs est à Besançon où se trouve le siège et les trois campus principaux de l'université Marie-et-Louis-Pasteur. Un quatrième campus se trouve à Montbéliard.

### Santé

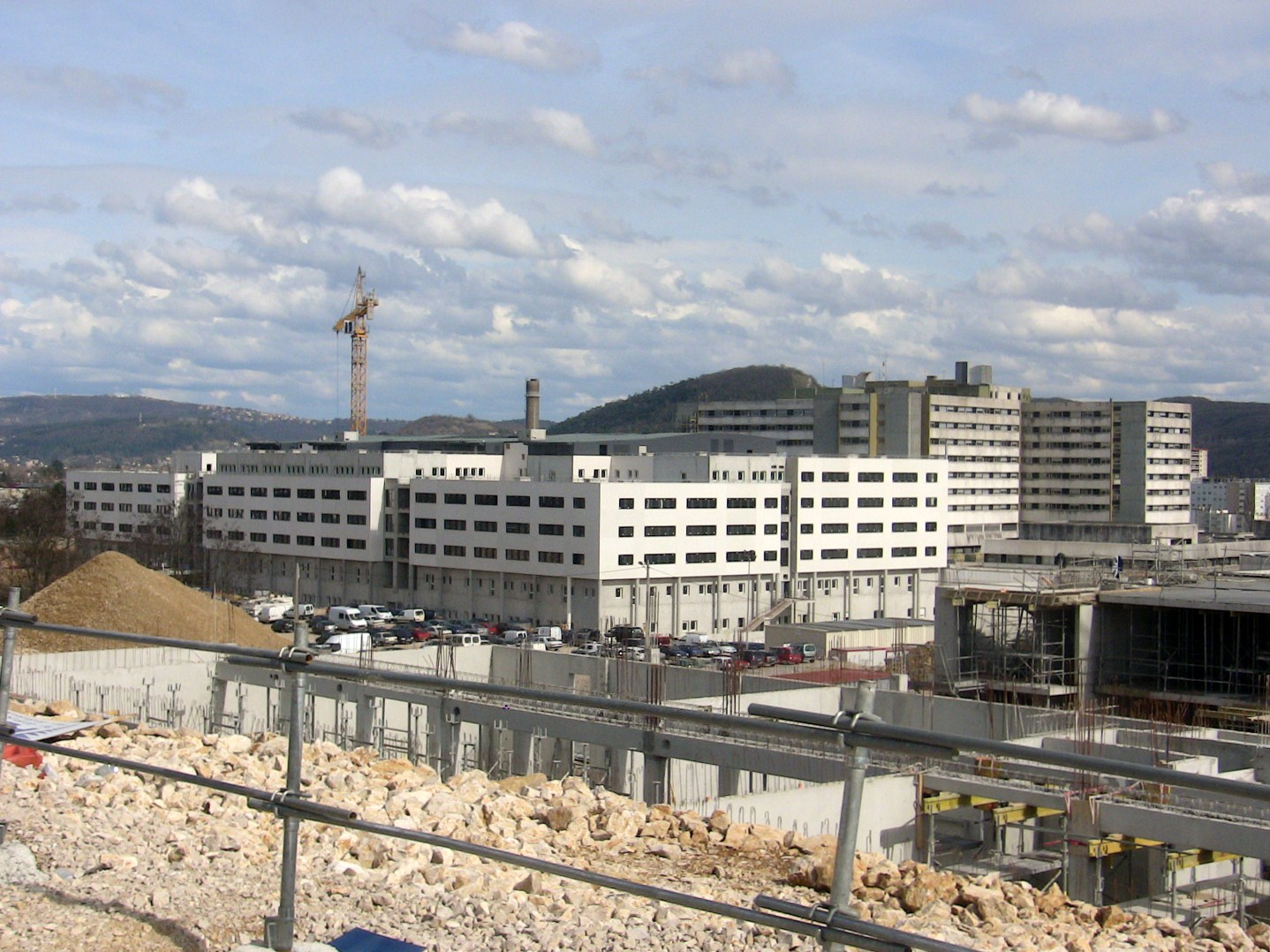
Le CHU de Besançon.

Le principal établissement de santé du département est le CHU de Besançon qui est aussi le plus grand hôpital de Franche-Comté et le deuxième de Bourgogne-Franche-Comté. D'autres hôpitaux plus modestes existent comme le Centre Hospitalier Intercommunal de Haute-Comté à Pontarlier.
Le pays de Montbéliard possédait le centre hospitalier André-Boulloche qui a fonctionné de 1899 à 2017 avant d'être remplacé par l'Hôpital Nord Franche-Comté situé à Trévenans dans le Territoire de Belfort, à mi-chemin avec Belfort dont l'hôpital a également fermé en 2017.

### Sports
Le football a joué un rôle social très important dans les villes du Doubs. Le groupe Peugeot, moteur de l'activité de la région, a très fortement contribué à la création du FCSM, club emblématique de la Franche-Comté. Et à l'instar des usines, le football se trouve, dès les années 1960, au cœur de la vie des villes doubiennes.
Le département du Doubs possède l'Académie de Football des Orchamps Besançon, destinée aux jeunes joueurs de 4 à 13 ans, et labellisée par la Fédération française de football.

#### Randonnées
- Le GR 5 (de la mer du Nord à la mer Méditerranée) traversant le Pays de Montbéliard, les Gorges du Doubs, le mont d'Or, le val de Mouthe ;
- le GR 145 (de Calais aux Fourgs), denommé Via Francigena, passant par Besançon, la vallée de la Loue, Pontarlier ;
- le GR 59 (du ballon d'Alsace à Culoz) traversant la moyenne vallée du Doubs, Besançon et Arc-et-Senans ;
- le GR 509 ;
- le GRP des 7 Rivières ;
- le GRP de la Ceinture de Besançon ;
- le GRP entre Loue et Lison au Pays de Courbet.

## Environnement

Les communes des parcs naturels régionaux du Doubs.

### Faune et flore
La faune du Doubs est relativement riche et jouit notamment du retour du lynx, objet d'un programme de réintroduction. Les autres espèces emblématiques sont le grand tétras, le chamois, le faucon pèlerin. Ce dernier niche dans les nombreuses falaises du massif jurassien. La gentiane jaune est également une espèce remarquable dans le département, où elle est traditionnellement distillée.

### Sites et espèces protégées
Deux parcs naturels régionaux couvrent une partie du territoire du département : le parc naturel régional du Doubs Horloger à l'est et le parc naturel régional du Haut-Jura au sud, partagé avec le Jura et l'Ain.

## Économie
Fort de son industrie, le Doubs est le premier département de Franche-Comté pour le commerce en cumulant à lui seul plus de la moitié des exportations ainsi que des importations franc-comtoises. Le taux de chômage, inférieur à la moyenne nationale, est de 8 % au 3e trimestre 2018, et on dénombrait en 2005 pas moins de 19 795 entreprises et établissements. Le Doubs est aussi le 18e département français (sur 100) à l'échelle nationale pour son PIB de 23 386 euros par habitant.
En 2010, la médiane du revenu fiscal des ménages par unité de consommation du département s'élevait à 19 019 euros, cachant des disparités importantes des Terres-de-Chaux (13 260) aux Hopitaux-Neufs (31 709).

### Agriculture
L'agriculture du département est essentiellement tournée vers l'élevage, pour une grande partie destiné à la production de fromage (comté, morbier, mont d'Or). La Franche-Comté et le Doubs en particulier sont le berceau de deux races : la vache montbéliarde et le cheval comtois.

### Emploi
| Emploi total (salarié + non salarié) au lieu de travail en 2019  | 214 469 |
| Dont emploi salarié                                              | 88,4 %  |
| Variation de l'emploi total taux annuel moyen entre 2013 et 2019 | - 0,2 % |
| Taux de chômage (au sens du BIT) au 4e trimestre 2022            | 6,4 %   |

### Entreprises
Le poids du pôle urbain Montbéliard-Belfort, essentiellement voué à l'automobile et au TGV, est fondamental dans l'économie du département. Le site industriel Peugeot-Citroën de Sochaux est le premier (toutes industries confondues) de France avec 13 841 salariés en septembre 2006.
Besançon est un véritable centre pour les secteurs de la mécanique. Elle est un pôle d'excellence historique des microtechniques, du temps fréquence et du génie biomédical, ainsi que le premier centre européen du découpage de haute précision. En juin 2005, un pôle de compétitivité national y a pris son siège, le Pôle des microtechniques.
| Nombre d'établissements au 1er janvier 2005 | 19 795 |
| Industrie                                   | 2 697  |
| Construction                                | 2 437  |
| Commerce et réparations                     | 5 276  |
| Services                                    | 9 385  |

| Nom                                      | Catégorie | Effectif | Commune                  | Activité                                                                             |
| ---------------------------------------- | --------- | -------- | ------------------------ | ------------------------------------------------------------------------------------ |
| PSA Automobiles SA                       | Industrie | 7 000    | Sochaux                  | Construction de véhicules automobiles                                                |
| Flex-N-Gate France                       | Industrie | 770      | Audincourt               | Fabrication d'équipements automobiles                                                |
| Faurecia Système d'Échappement           | Industrie | 499      | Bavans                   | Fabrication d'équipements automobiles                                                |
| Flowbird Urban Intelligence              | Industrie | 468      | Besançon                 | Fabrication d'instrumentation scientifique et technique                              |
| Keolis Besançon Mobilités                | Service   | 468      | Besançon                 | Transports urbains de voyageurs                                                      |
| La Poste                                 | Service   | 395      | Besançon                 | Poste nationale                                                                      |
| Banque Populaire Bourgogne Franche-Comté | Service   | 379      | Besançon                 | Banque                                                                               |
| Schrader                                 | Industrie | 378      | Pontarlier               | Fabrication d'articles de robinetterie                                               |
| Geodis CL Automotive Est                 | Service   | 367      | Sochaux                  | Entreposage non frigorifique                                                         |
| R. Bourgeois                             | Industrie | 364      | Besançon                 | Découpage, emboutissage                                                              |
| Houberdon Nettoyage Services             | Service   | 363      | Étupes                   | Activités de nettoyage                                                               |
| S.I.S.                                   | Industrie | 361      | Valdahon                 | Fabrication d'articles de voyage et de maroquinerie                                  |
| GSF Orion                                | Service   | 355      | Besançon                 | Activités de nettoyage                                                               |
| Siedoubs                                 | Industrie | 354      | Montbéliard              | Fabrication d'équipements automobiles                                                |
| Guillin Emballages                       | Industrie | 344      | Ornans                   | Fabrication d'emballages en matières plastiques                                      |
| Fuji Autotech France SAS                 | Industrie | 342      | Mandeure                 | Fabrication d'équipements automobiles                                                |
| Faurecia Systèmes d'Échappement          | Industrie | 333      | Valentigney              | Fabrication d'équipements automobiles                                                |
| Amphenol FCI Besançon                    | Industrie | 323      | Besançon                 | Fabricant de composants électroniques actifs                                         |
| Société des Techniques de Propre         | Service   | 319      | Allenjoie                | Activités de nettoyage                                                               |
| Peugeot Motocycles                       | Industrie | 315      | Mandeure                 | Fabrication de motocycles                                                            |
| Nestlé France                            | Industrie | 305      | Pontarlier               | Chocolaterie, confiserie                                                             |
| Montdis (E. Leclerc)                     | Commerce  | 297      | Montbéliard              | Hypermarché                                                                          |
| Alstom Transport SA                      | Industrie | 293      | Ornans                   | Fabrication de moteurs, génératrices et transformateurs électriques                  |
| Montbedis (E. Leclerc)                   | Commerce  | 292      | Montbéliard              | Hypermarché                                                                          |
| Mécanique et Environnement               | Industrie | 289      | Hérimoncourt             | Construction de véhicules automobiles                                                |
| Lustral                                  | Service   | 285      | Châtillon-le-Duc         | Activités de nettoyage                                                               |
| Franche-Comté Nettoyage                  | Service   | 284      | Besançon                 | Activités de nettoyage                                                               |
| Erhard Pâtissier Glacier                 | Industrie | 271      | Thurey-le-Mont           | Fabrication industrielle de pains et pâtisseries fraiches                            |
| SNCF Voyageurs                           | Service   | 270      | Besançon                 | Transports ferroviaires                                                              |
| Dericherbourg Propreté                   | Service   | 265      | Roche-lez-Beaupré        | Activités de nettoyage                                                               |
| Zodiac Aero Electric                     | Industrie | 264      | Besançon                 | Fabrication de matériel de distribution et de matériel électrique pour basse tension |
| Segula Matra Automotive                  | Service   | 262      | Mandeure                 | Ingénierie, études techniques                                                        |
| S.I.S.                                   | Industrie | 257      | Étalans                  | Fabrication d'articles de voyage et de maroquinerie                                  |
| Carrefour Hypermarchés                   | Commerce  | 255      | École-Valentin           | Hypermarché                                                                          |
| Faurecia Systèmes d'Échappement          | Industrie | 253      | Valentigney              | Fabrication d'équipements automobiles                                                |
| Société Noiséenne d'Outillage Presse     | Industrie | 253      | Étupes                   | Découpage, emboutissage                                                              |
| Maty                                     | Commerce  | 244      | Besançon                 | Vente par correspondance spécialisée                                                 |
| Crédit Agricole Franche-Comté IN         | Service   | 240      | Besançon                 | Administration d'entreprises                                                         |
| Distridoubs (Hyper U)                    | Commerce  | 233      | Doubs                    | Hypermarché                                                                          |
| Trecia                                   | Industrie | 233      | Étupes                   | Fabrication de pièces techniques en matières plastiques                              |
| Les Manufactures de Franche-Comté        | Industrie | 232      | Allenjoie                | Fabrication d'articles de voyage et de maroquinerie                                  |
| Setra Nettoyage                          | Service   | 232      | École-Valentin           | Activités de nettoyage                                                               |
| Industrie de Thermoformage               | Industrie | 222      | Autechaux                | Fabrication d'articles métalliques divers                                            |
| Veolia Industries Global Solutions       | Service   | 221      | Sochaux                  | Secrétariat et traduction                                                            |
| Carrefour Hypermarchés                   | Commerce  | 220      | Besançon                 | Hypermarché                                                                          |
| Aperam Stainless Precision               | Industrie | 217      | Pont-de-Roide-Vermondans | Sidérurgie                                                                           |
| Les Manufactures de Franche-Comté        | Industrie | 215      | Seloncourt               | Fabrication d'articles de voyage et de maroquinerie                                  |
| Lustral                                  | Service   | 215      | Nommay                   | Activités de nettoyage                                                               |
| Cora                                     | Commerce  | 213      | Montbéliard              | Hypermarché                                                                          |
| Hifi Filter France Jurafiltration        | Commerce  | 212      | Pontarlier               | Commerce de détail d'équipements automobiles                                         |
| AVS Besançon                             | Service   | 206      | Besançon                 | Aide à domicile                                                                      |
| Easydis                                  | Service   | 203      | Besançon                 | Entreposage non frigorifique                                                         |
| La Poste                                 | Service   | 203      | Audincourt               | Poste nationale                                                                      |
| Marfina Pays de Montbéliard              | Service   | 201      | Voujeaucourt             | Transports urbains de voyageurs                                                      |

### Activité
La population active a connu une hausse plus importante que celle de la population. Le taux d’activité s’établit désormais à 45 % de la population totale contre 44 % en 1990. Il est le résultat d'une croissance élevée du taux d'activité des femmes entre 25 et 59 ans mais aussi d'une baisse pour les hommes et les femmes de 15 à 24 ans. Le fait que les femmes ont conservé leur activité a contribué à réduire l’écart avec le taux d’activité des hommes, toujours supérieur. Le taux de salariat s'est vu renforcé pour atteindre 90 % des actifs occupés, soit 10 points de plus que les autres départements de la région. Cette population active est essentiellement concentrée autour des pôles urbains (Besançon, Montbéliard...) mais beaucoup trouvent aussi en Suisse un débouché intéressant et la bande frontalière jouit d'un taux d’activité très élevé. Le nombre d’actifs avec un emploi et résidant dans les communes péri-urbaines a augmenté de plus de 15 % alors qu'il baisse de plus de 3 % pour les habitants des villes de plus de 10 000 habitants.

### Commerce
|      | Doubs | Franche-Comté | France |
| 2000 | 2,11  | 2,21          | 0,95   |
| 2001 | 2,10  | 2,03          | 1,07   |
| 2002 | 2,28  | 2,27          | 0,98   |
| 2003 | 2,31  | 2,22          | 1,05   |
| 2004 | 1,99  | 1,92          | ND     |

|              | 2001  | 2002  | 2003  | 2004  |
| ------------ | ----- | ----- | ----- | ----- |
| Importations | 2 085 | 2 153 | 2 178 | 2 309 |
| Exportations | 4 373 | 4 923 | 5 032 | 4 590 |

Le Doubs est le premier département commercial extérieur de Franche-Comté. À lui seul il représente 55 % des exportations de la région contre 21 % par la Haute-Saône, 13 % par le Territoire de Belfort et 11 % par le Jura. Il en va de même des importations puisque 52 % d'entre elles sont du Doubs, 19 % de la Haute-Saône, 15 % du Territoire de Belfort et enfin 14 % du Jura.
Afin de promouvoir le commerce local, la Chambre de commerce et d'industrie du Doubs a mis en place un dispositif appelé « Achats Doubs », permettant de présenter tous les commerçants du Doubs, leurs produits et leurs services.

### Tourisme
Le tourisme dans le Doubs est essentiellement familial. On y trouve quelques pôles sportifs, comme la station de Malbuisson au bord du lac Saint-Point, voués notamment au VTT, au ski de fond, à l'équitation, au kayak, à la pêche... De plus, le relief karstique du département offre des opportunités à la spéléologie. Le seul point de ski alpin notable se situe à Métabief, même si beaucoup de communes rurales ont leurs propres infrastructures constituées de petites remontées mécaniques à vocation familiale.

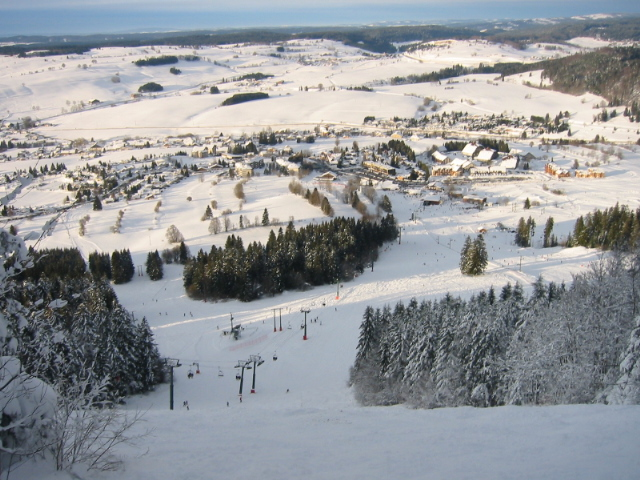
Métabief, station de montagne du Doubs.

L'activité touristique du Doubs représente près de 40 % de celle de la région et 1 % à l'échelle nationale. Avec plus de 15 000 emplois liés à cette activité et 450 millions d'euros de chiffre d'affaires, le tourisme et les loisirs ne constituent pour autant que 5 % du produit brut départemental.
Conscient de l'enjeu du développement de l'économie touristique, le conseil départemental a engagé une réflexion avec le Comité départemental du tourisme du Doubs afin de construire une stratégie de développement pour la période 2003-2006, notamment à travers :
- la constitution d'un pôle touristique pour structurer la vallée du Haut-Doubs autour du lac Saint-Point et Malbuisson, et de la station de ski de Métabief ;
- un soutien spécifique à chaque projet qui apporterait une retombée économique locale directe ;
- un renforcement concernant l'hébergement avec une montée en gamme ;
- une dynamique de développement concernant les produits sports et loisirs.

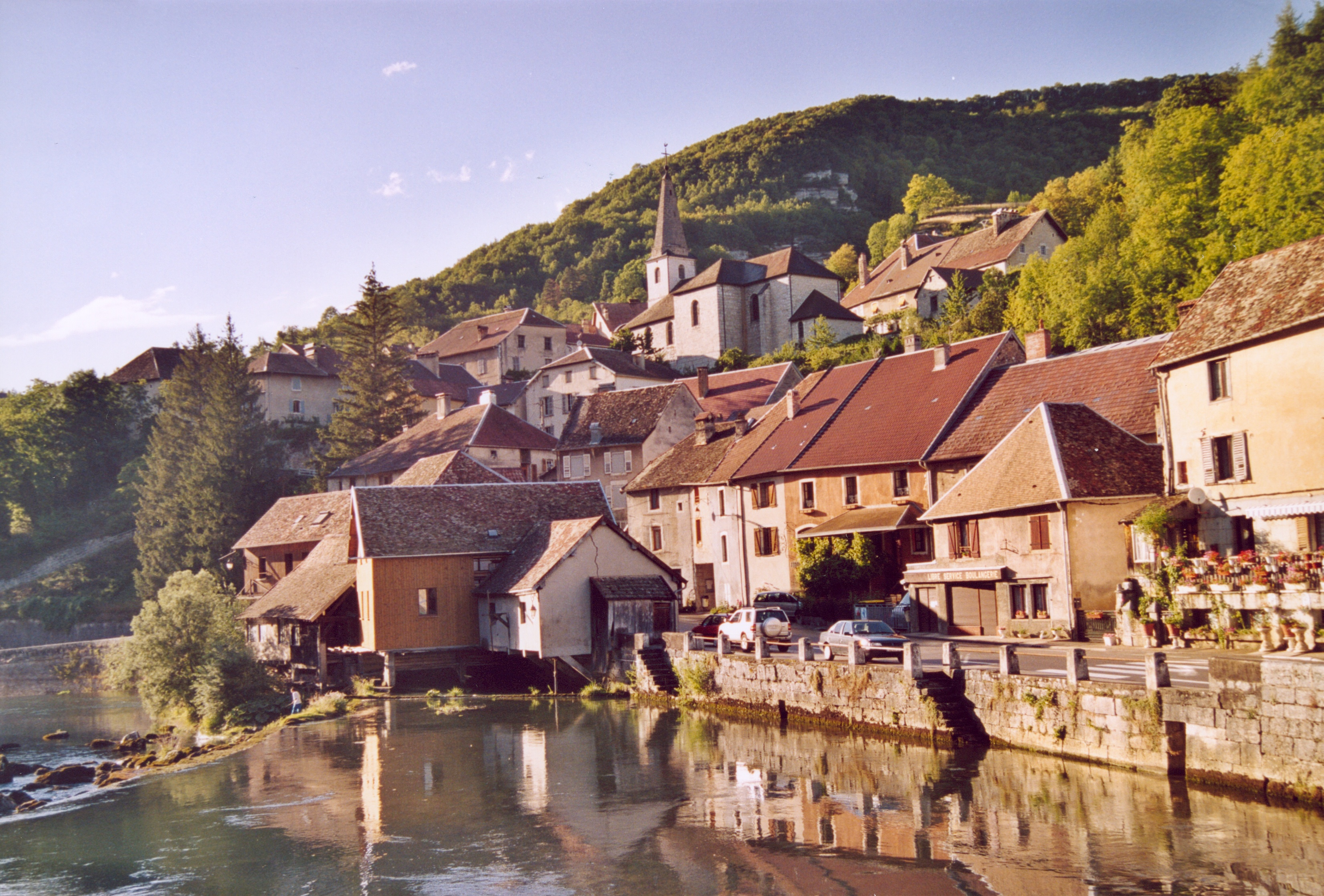
Le village de Lods, membre de l'association Les plus beaux villages de France.

Le département offre aussi de nombreux sites et monuments d'exception dont les plus remarquables sont la citadelle de Besançon, la saline royale d'Arc-et-Senans, le château de Joux, le village de Lods, le château de Montbéliard, etc.
Dans un cadre plus naturel, le département n'est pas en reste et propose aux visiteurs de nombreux détours :
- lacs et rivières — en particulier la Vallée des deux lacs (lac de Saint-Point, et lac de Remoray) et leurs nombreuses plages telle la plage des Perrières et la plage des Landes à Malbuisson, le village phare touristique du lac de Saint-Point, et la plage de Remoray, la plage du Port, celle des Grangettes et la plage de Chaon — ;
- grottes.

On y trouve de nombreuses grottes dont certaines aménagées spécialement pour les visiteurs, les plus notables étant le gouffre de Poudrey, la grotte de la Glacière et la grotte d'Osselle.
- Espaces naturels

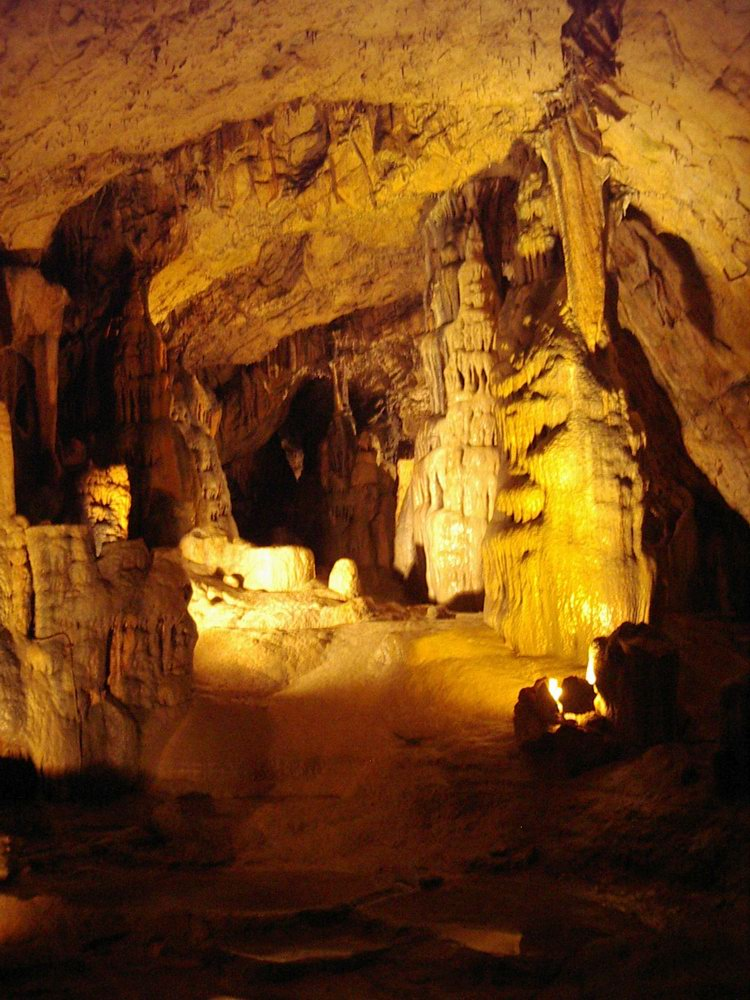
La grotte d'Osselle.

il y a aussi de nombreux espaces naturels puisque le Doubs reste un département très vert : il existe la réserve naturelle du Lac de Remoray, le val de Consolation, le saut du Doubs qui reste le premier site naturel mais aussi les Échelles de la Mort. Le Haut-Doubs assure lui aussi de très belles échappées naturelles comme son point culminant, le Mont d'Or ou la source de la Loue.
D'un point de vue plus global et sommaire, le Doubs possède :
- 1 150 km de pistes de ski nordique
- 60 km de ski alpin
- 2 300 km de sentiers de petite randonnée
- 850 km de sentiers de grande randonnée
- 1 600 km de sentiers VTT balisés
- cinquante musées et expositions permanentes
- 13 châteaux et monuments
- trois grottes
- 25 églises remarquables

### Les résidences secondaires
Selon le recensement général de la population du 1er janvier 2008, 4,7 % des logements disponibles dans le département étaient des résidences secondaires.
Ce tableau indique les principales communes du Doubs dont les résidences secondaires et occasionnelles dépassent 10 % des logements totaux en 2008 :
| Ville              | Population municipale | Nombre de logements | Résidences secondaires | % résidences secondaires |
| ------------------ | --------------------- | ------------------- | ---------------------- | ------------------------ |
| Métabief           | 954                   | 2 358               | 1 883                  | 79,89                    |
| Les Grangettes     | 224                   | 228                 | 130                    | 56,82                    |
| Malbuisson         | 626                   | 716                 | 406                    | 56,69                    |
| Saint-Point-Lac    | 261                   | 216                 | 108                    | 50,12                    |
| Chapelle-des-Bois  | 268                   | 216                 | 108                    | 49,92                    |
| Les Hôpitaux-Neufs | 723                   | 673                 | 313                    | 46,42                    |
| Rochejean          | 549                   | 388                 | 160                    | 41,20                    |
| Montperreux        | 768                   | 524                 | 213                    | 40,60                    |
| Les Fourgs         | 1 175                 | 800                 | 267                    | 33,36                    |
| Mouthe             | 972                   | 703                 | 226                    | 32,09                    |
| Jougne             | 1 376                 | 934                 | 233                    | 24,90                    |

- Source Insee, chiffres au 1er janvier 2008[17].

## Culture

### Langue
En 1835, d'après Abel Hugo, on parlait français dans les villes, avec un accent lourd, une prononciation lente et traînante ; la plupart des habitants y mêlaient des locutions vicieuses et des tournures de phrases étrangères, qui provenaient sans doute de l'usage du franc-comtois.
Le franc-comtois était en 1835 encore employé par tous les habitants des campagnes. La façon de le parler, dans les divers cantons, présentait à cette époque quelques nuances remarquables : dans la haute montagne, la prononciation est plus légère, plus accentuée, le langage a plus de grâce. Dans la plaine, la prononciation est traînante, il y a quelques variantes dans la terminaison des mots. Et autour de Besançon, pays de vignerons, le franc-comtois a un accent brusque.
La moitié sud du Doubs est de langue arpitane dans sa variante locale : le burgondan.

### Patrimoine
Au 23 décembre 2021, le Doubs compte 475 édifices comportant au moins une protection au titre des monuments historiques, dont 94 sont classés et 402 sont inscrits. Les communes en comptant le plus sont Besançon (191 édifices protégés soit 40 % du total départemental), Montbéliard (33 édifices soit 7 %), Ornans (13 édifices soit 3 %), Pontarlier (9 édifices) et Baume-les-Dames (6 édifices).
Deux sites sont inscrits sur la liste du patrimoine mondial de l'UNESCO : la citadelle et les fortifications Vauban de Besançon d'une part et la saline royale d'Arc-et-Senans d'autre part.
Le département du Doubs compte également 46 sites naturels classés.
Par ailleurs, la commune de Lods adhère à l'association Les Plus Beaux Villages de France et 15 communes du Doubs adhèrent à l'association Cités de caractère de Bourgogne-Franche-Comté : Arc-et-Senans, Baume-les-Dames, Belvoir, Grand'Combe-Châteleu, Jougne, Le Bizot, Lods, Mouthier-Haute-Pierre, Morteau, Ornans, Quingey, Rougemont, Saint-Hippolyte, Vandoncourt et Vuillafans.

### Manifestations culturelles et festivités

#### Festivals de musique
- No Logo Festival (Ornans)
- Festival de la Paille (Métabief)
- Festival international de musique de Besançon Franche-Comté
- Festival Détonation (Besançon)
- Rencontres et Racines (Audincourt)
- Pop'Cornes Festival (Le Russey)
- Festival Ebulli'Son (Montfaucon)
- BockSons Festi'Val (Valentigney)
- L'Atrack'Son Festival (Orchamps-Vennes)

### Héraldique
| Blason | Blasonnement : « Coupé ondé, en 1 d'azur semé de billettes d'or au lion couronné du même, armé et lampassé de gueules, issant de la partition et brochant sur le tout, et en 2 d'or à la fasce ondée d'azur. » |

### Logo

En 2013.
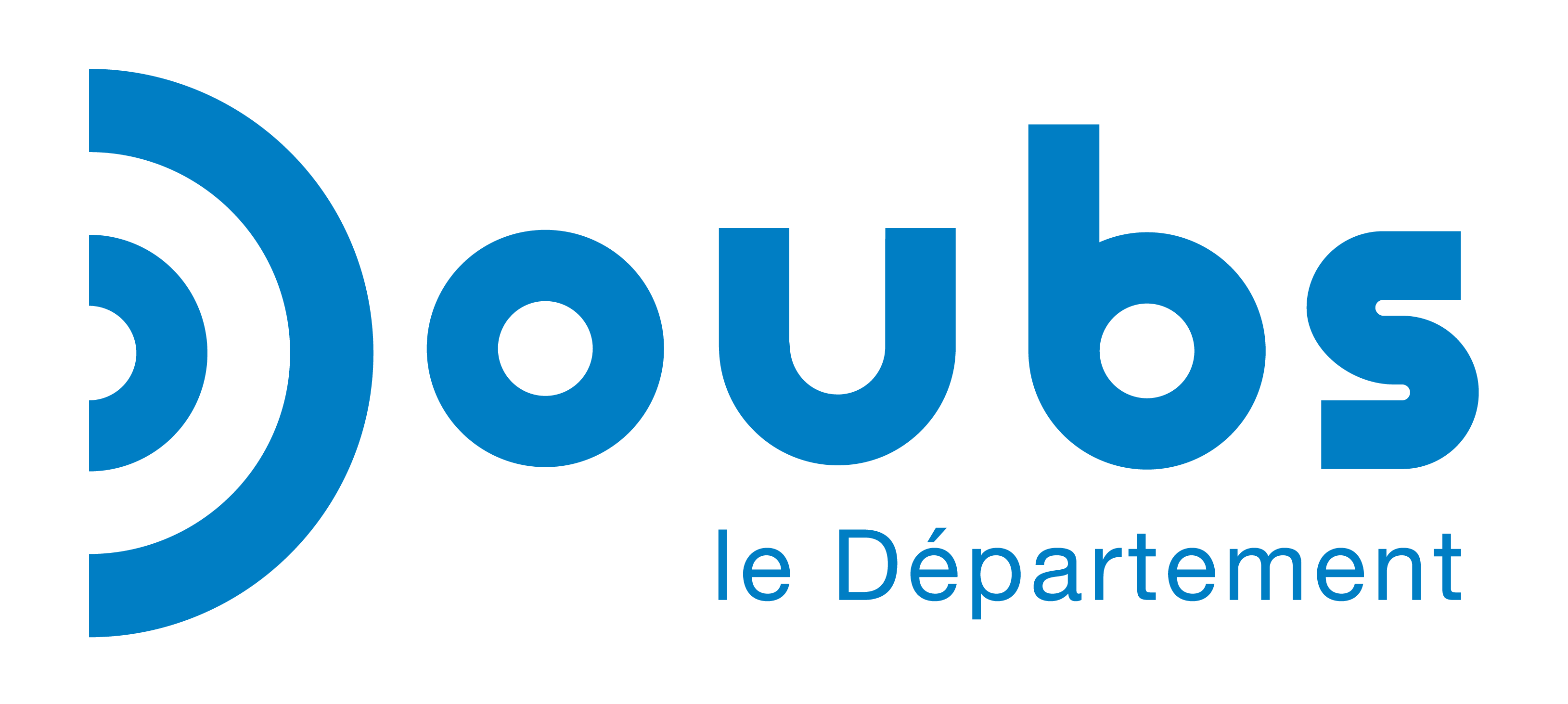
En 2025.

### Personnalités liées au département

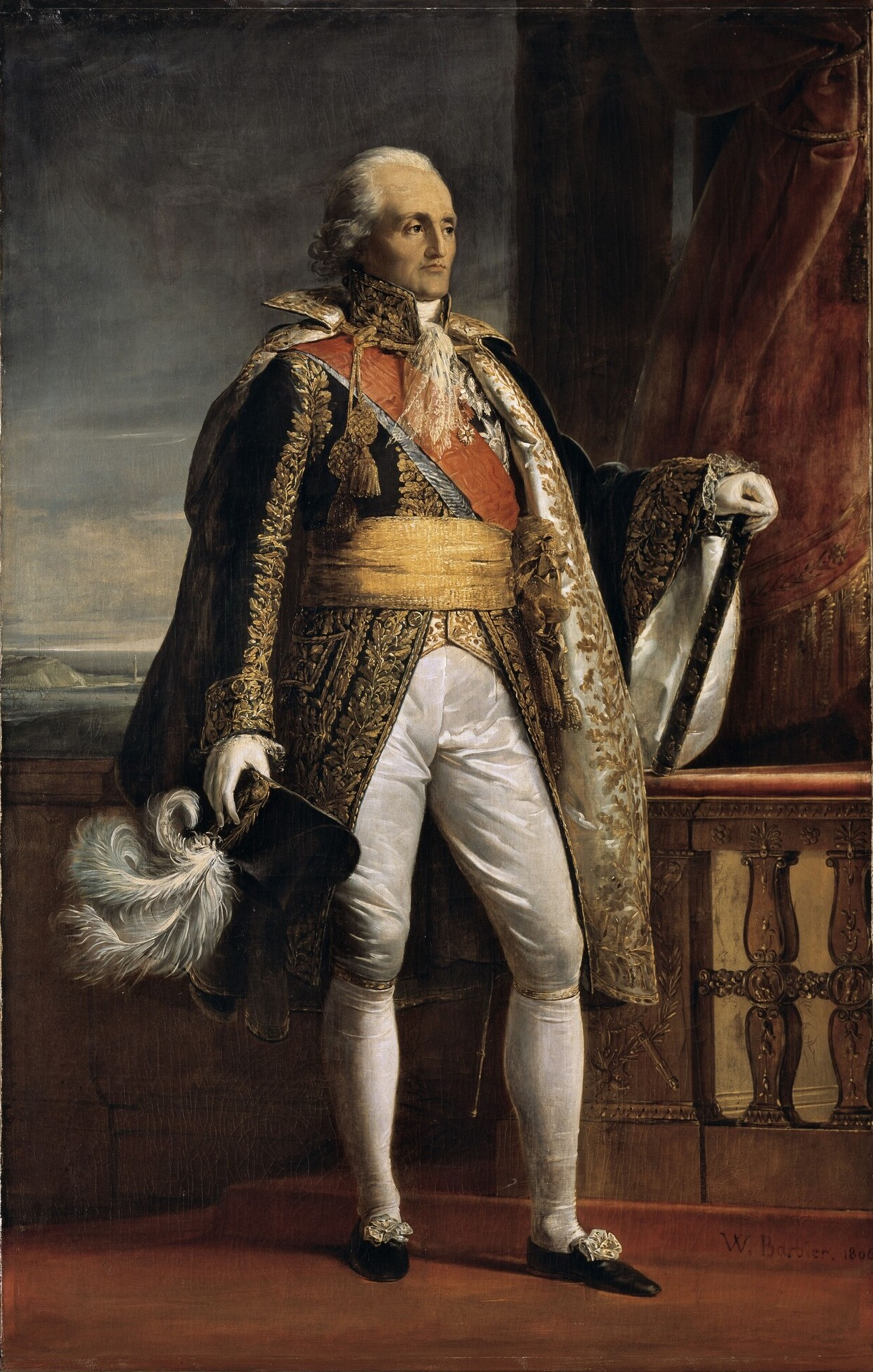
Le maréchal d'Empire Bon Adrien Jeannot de Moncey né en 1754 à Moncey.
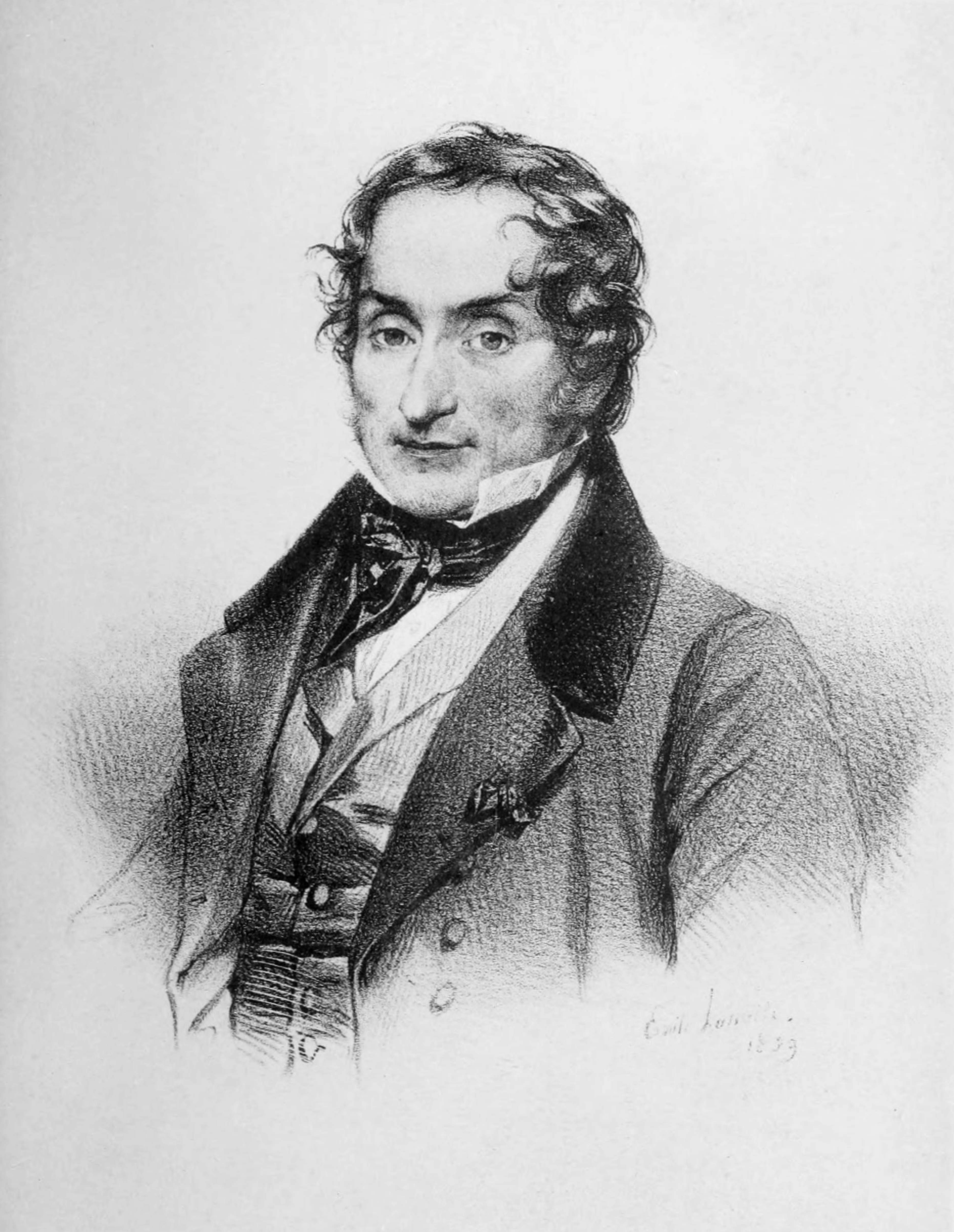
L'écrivain Charles Nodier né en 1780 à Besançon.
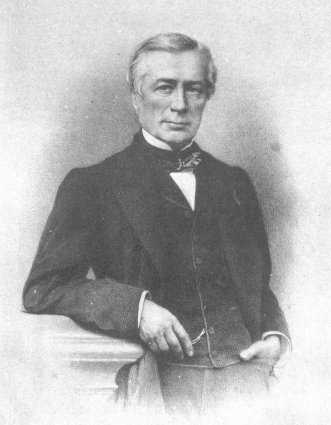
L'homme de lettres Xavier Marmier né en 1808 à Pontarlier.
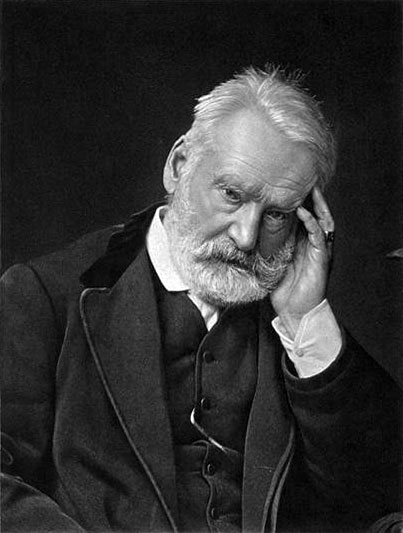
L'intellectuel Victor Hugo né en 1802 à Besançon.
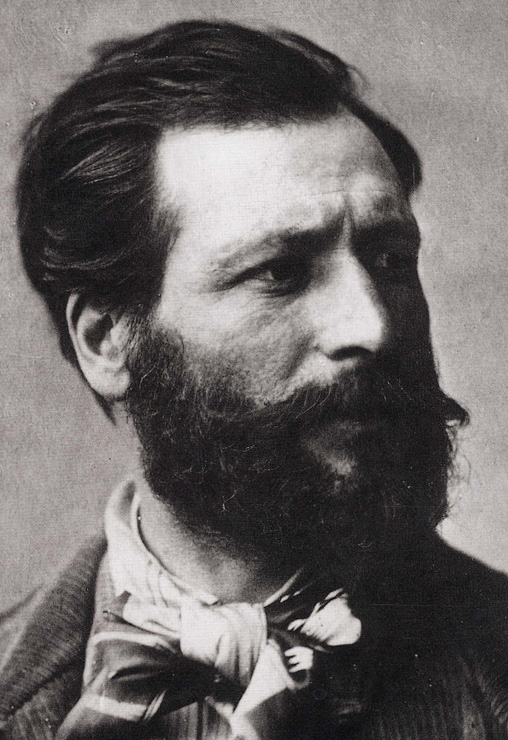
Le sculpteur et artiste-peintre Auguste Clésinger né en 1814 à Besançon.
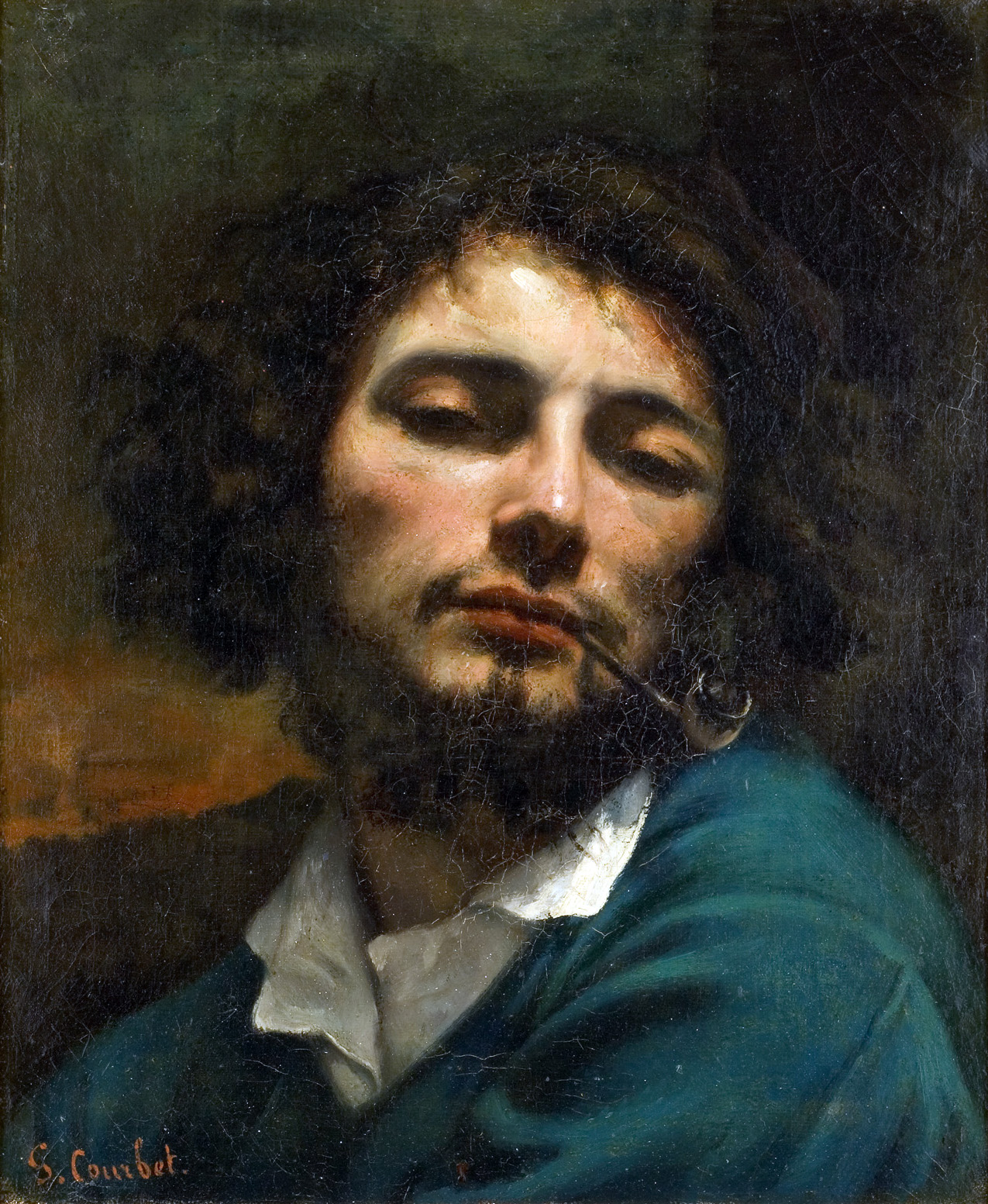
Le peintre Gustave Courbet né en 1819 à Ornans .
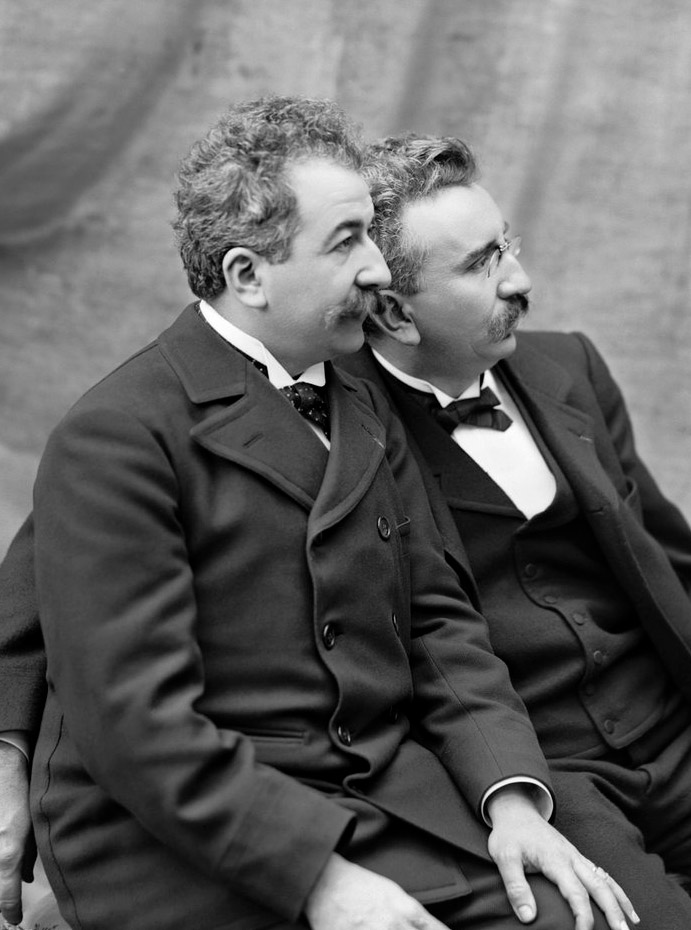
Les inventeurs Auguste et Louis Lumière ("les frères Lumière") nés respectivement en 1862 et 1864 à Besançon.
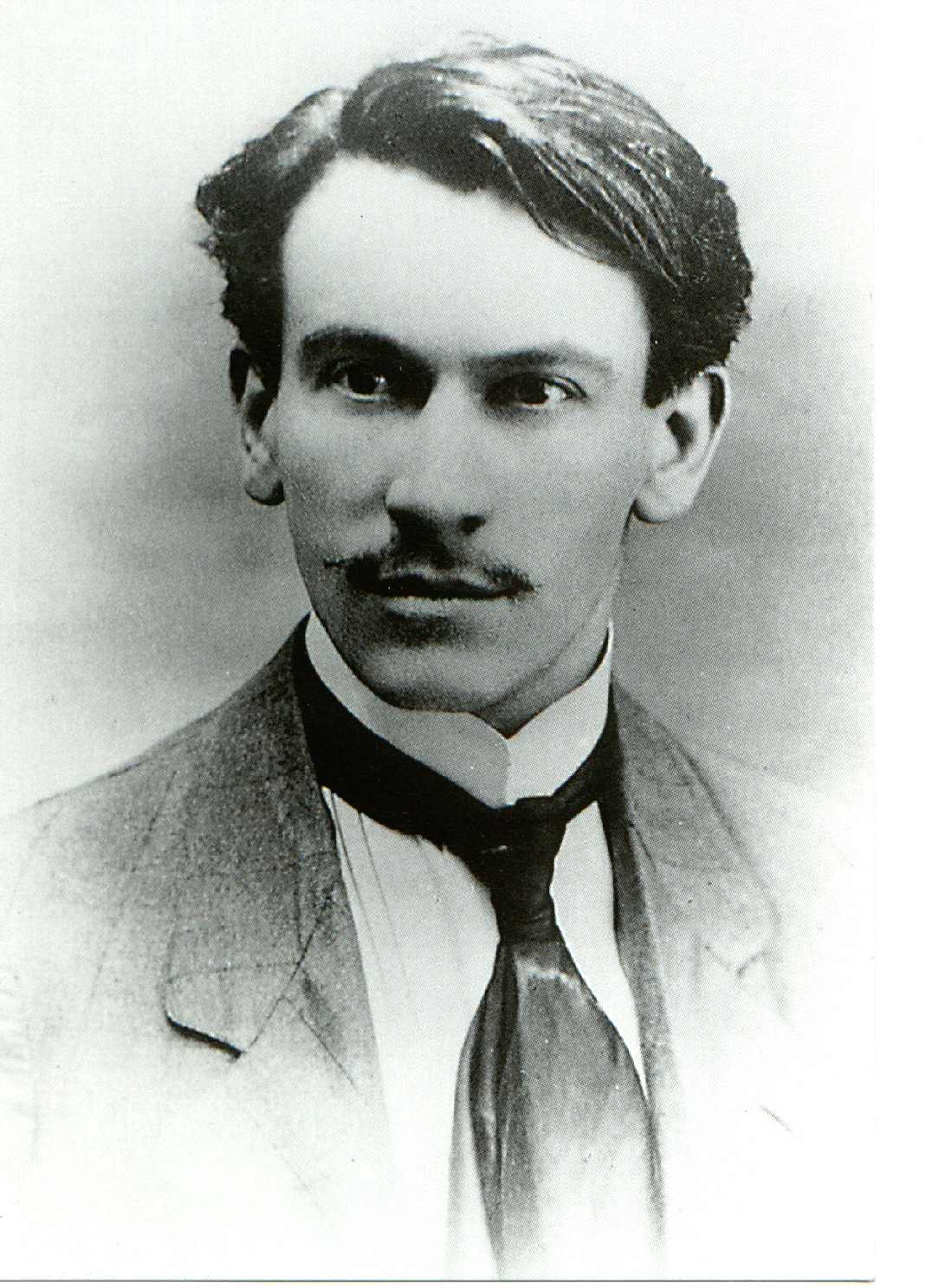
Le romancier Louis Pergaud né en 1882 à Belmont.

| Personnages historiques - Antoine de Granvelle - Bon Adrien Jeannot de Moncey - Calixte II - Charles-Étienne-François Ruty - Claude Jacques Lecourbe - Claude Goudimel - Claude-Adrien Nonnotte - Georges Pernot - Sainte Jeanne-Antide Thouret - Joseph Acton - Nicolas Perrenot de Granvelle - Saint Etienne Théodore Cuenot - Saint Joseph Marchand Artistes et intellectuels - Antonin Fanart - Armand Barthet - Auguste Clésinger - Charles Fourier - Charles Nodier - Daniel Beretta - Félix Gaffiot - Félix-Henri Giacomotti - Georges Riat - Gustave Courbet - Jean Gigoux | - Jean Mairet - Jules Zingg - Louis Pergaud - Nicolas Nicole - Pierre-Adrien Pâris - Pierre Joseph Proudhon - Robert Fernier - Tristan Bernard - Victor Hugo - Xavier Marmier Scientifiques, inventeurs et industriels - Auguste Castan - Auguste et Louis Lumière - Eugène Péclet - Famille Peugeot - Georges Cuvier - Hilaire de Chardonnet - Jean-Jacques Chifflet - Jean Résal - Justin Girod-Chantrans - Pierre Vernier - Louis Georges Duvernoy, zoologiste Sportifs - Benoît Pedretti - Camel Meriem | - Fabrice Guy - Florence Baverel-Robert - Jean de Gribaldy - Khedafi Djelkhir - Maxime Chataignier - Mickaël Isabey - Morrade Hakkar - Pierre-Alain Frau - Raphaëlle Tervel - Sandrine Delerce - Vincent Defrasne - Francis Mourey Cinéma - Damien Jouillerot, acteur - Frank Darabont, réalisateur - Jacques Maillot, réalisateur Musique - Frédéric Nicolas Duvernoy, compositeur - Mina Agossi, chanteuse - Lilian Renaud, compositeur et chanteur - Napoléon Coste, compositeur guitariste Personnages fictifs - Barbizier, personnage de la crèche comtoise - Julien Sorel, le héros du roman Le Rouge et le Noir de Stendhal - La Madeleine Proust (personnage comique inventé et interprété par Laurence Semonin) |

En relation avec le département
- Antoine-Pierre II de Grammont (archevêque de Besançon)
- Claude François Jouffroy d'Abbans (pour la navigation des premiers bateaux à vapeur sur le Doubs)
- Claude-Nicolas Ledoux (pour la construction du théâtre Ledoux à Besançon)
- Edgar Faure (homme politique, conseiller général du canton de Pontarlier, maire de Pontarlier, député et sénateur du Doubs)
- Frédéric Japy (industriel franc-comtois qui participe à l'essor du pays de Montbéliard)
- Guillaume Aldebert (chanteur qui a habité à Besançon)
- Heinrich Schickhardt (pour ses constructions à Montbéliard)
- Henri Sainte-Claire Deville (pour ses analyses de l'eau du Doubs)
- Jean Minjoz (homme politique, député du Doubs et ancien maire de Besançon)